# Isaías Guardiola Villaplana
Isaías Guardiola Villaplana (Petrer, Vinalopó Mitjà, 1 d'octubre de 1984) és un jugador d'handbol valencià que actualment milita en el TBV Lemgo. Ha jugat en altres clubs com el Naturhouse La Rioja, BM Ciudad Real i BM Atlètic Madrid.
És germà bessó de Gedeón Guardiola, també jugador d'handbol.

## Clubs
| Club                 | País      | Temporades  |
| -------------------- | --------- | ----------- |
| BM. Valencia         | Espanya   | 2003 - 2005 |
| Naturhouse La Rioja  | Espanya   | 2005 - 2010 |
| BM. Ciudad Real      | Espanya   | 2010 - 2011 |
| BM. Atlético Madrid  | Espanya   | 2011 - 2012 |
| Rhein Neckar Löwen   | Alemanya  | 2012 - 2014 |
| Aalborg Boldspilklub | Dinamarca | 2014 - 2015 |
| Pays d'Aix UCH       | França    | 2015 - 2016 |
| HC Erlangen          | Alemanya  | 2016 - 2017 |
| TBV Lemgo            | Alemanya  | 2017 - Act. |

## Palmarès

### BM. Ciudad Real
- Supercopa d'Espanya (2010)
- Copa ASOBAL (2010/11)
- Copa del Rei (2010/11)

### BM. Atlètic de Madrid
- Supercopa d'Espanya (2011)
- Copa del Rei (2011/12)
- Subcampió Lliga de Campions de la EHF (2011/12)

### Rhein-Neckar Löwen
- EHF European Cup (2012/13)

## Premis, reconeixements i distincions
- Millor Esportista Masculí de 2012 en els Premis Esportius Provincials de la Diputació d'Alacant[1]